# Vincenzo de Doncelli
Vincenzo de Doncelli, OP (falecido em 1585) foi um prelado católico romano que serviu como bispo de Valva e Sulmona (1571–1585).

## Biografia
Vincenzo de Doncelli foi ordenado sacerdote na Ordem dos Pregadores. No dia 24 de setembro de 1571, foi nomeado durante o papado de Pio V como Bispo de Valva e Sulmona. No dia 7 de outubro de 1571, foi consagrado bispo por Scipione Rebiba, Cardeal-Sacerdote de Santa Maria in Trastevere, com Umberto Locati, Bispo de Bagnoregio, e Eustachio Locatelli, Bispo de Reggio Emilia, servindo como co-consagradores. Serviu como Bispo de Valva e Sulmona até à sua morte em 1585.
Enquanto bispo, foi o co-consagrador principal de: Vincenzo Castaneola Marino, Bispo de Alba (1573).